# Monastère de la Vierge de Pitié
Le monastère de la Théotokos Éléousa ou Notre-Dame de Pitié est un petit monastère orthodoxe situé dans le village de Velyousa, à environ 7 km au nord-ouest de Stroumitsa, en Macédoine du Nord. C'est un monastère féminin dédié à la Vierge Éléousa, une figure très répandue dans l'iconographie orthodoxe. 
Fondé au XIe siècle, le monastère est caractérisé par la rareté de son architecture, qui fait de lui l'endroit le plus visité de la région orientale de la Macédoine du Nord. 
Le complexe monastique fut déserté au début du XXe siècle. Il a ensuite été restauré puis est devenu, en 1996, un monastère féminin regroupant une dizaine de moniales,. 
C'est un des rares monastères de l'histoire de l'orthodoxie ayant joui d'une indépendance absolue reconnue au niveau légal impérial ; n'étant ni sous la juridiction d'une autorité ecclésiastique locale ni sous le patriarche œcuménique,. De plus, le Typikon émis par son fondateur est l'un des plus anciens typicons connus de l'histoire du monachisme orthodoxe.

## Histoire

### Période byzantine
Le monastère fut fondé en 1080 par Manuel, évêque de Stroumitsa et ancien moine à Saint-Auxence. Ce petit monastère comptait dix moines et possédait 162 modioi de terre fiscale que le prélat fondateur avait acheté à titre de souverain. 
En 1085, l'empereur Alexis Ier Comnène émit un chrysobulle dans lequel il accorda au monastère un statut d'auto despode, une protection contre les autorités laïques locales, un don de 500 modioi à Kristobitza et une exemption de taxe pour le monastère et les paysans qui y sont établis.              
Le Typikon aurait été produit par Manuel entre 1085 et 1106.              
Par la suite, le monastère profite du soutien des Comnènes durant plusieurs décennies durant lesquelles plusieurs actes de la pratique sont émis en sa faveur, incluant différentes donations et privilèges fiscaux. Selon le praktikon produit par le recenseur Michaèl Tzagkitzakès en 1152, le monastère possédait environ 1 000 modioi de terre où une douzaine de familles de Parèques qui profitaient d'une décharge fiscale.              
Durant le XIIIe siècle, le monastère est confronté à quelques bouleversements tels que la conquête de Thessalonique par les Bulgares, qui mène à sa dépendance envers Iveron. En 1250, le synode accorde les droits de la Théotokos Éléousa au monastère d'Iveron. En 1259, par le chrysobulle de l'empereur Michel VIII, le monastère de Velyousa devient officiellement la méthoque du monastère des Ibères.

### Période moderne
Au début du XXe siècle, lors de la première guerre des Balkans, les moines ont abandonné le monastère et emporté le trésor et la documentation de l'église. jusqu'en 1913, Notre-Dame de Pitié fut une méthoque du monastère athonite d'Iveron, où sont y préservé la majorité des documents officiels,.
En 1996, le monastère devient féminin et accueille sa première fraternité de dix moniales.

## Patrimoine

### Archives
Très peu de sources relatent de l'histoire du monastère. Dans la bibliothèque des archives d'Iveron, il existe un dossier réunissant 27 actes impériaux et un brébrion (l'inventaire) dans lesquels le petit monastère est mentionné. Les plus importants sont le typikon rédigé par le fondateur, un cartulaire de 8 documents (datant de la fin du XIIIe siècle ou du début du XIVe siècle), plusieurs actes qui font référence à l'Éléousa (dont 9 actes officiels relatifs de son assujettissement à Iveron) puis le brébrion produit à une date incertaine.       
Le cartulaire de la Théotokos Éléousa, document fondamental quant à ses origines, aurait disparu des archives. Il ne reste que la copie, éditée par L. Petit, qui procède d'une transcription lacunaire faite à partir du document original. Dans le cartulaire, tel que publié par L. Petit, on retrouve huit actes impériaux (1085-1156), le typikon émis par Manuel et un inventaire de l'ensemble des richesses du monastère à l'époque où il fut rédigé,.

### Architecture
L'ancienne église du monastère se distingue par l'originalité de sa structure, symbolisant un rare vestige architectural byzantin du XIe siècle en Macédoine. C'est un bâtiment à plan tétraconque possédant trois coupoles ornées de décorations en céramique polychrome.
Le monastère comprend de nouvelles installations, telles qu'une tour de l'horloge, une petite chapelle, une boulangerie et une auberge, construites de pierres de taille et de briques, en respectant les caractéristiques du style macédonien-byzantin. 
Notamment, caractérisé par ses quatre absides et sa coupole octogonale, l'église représente une des rares constructions de ce genre en Macédoine.

### Œuvres et objets d'art
La peinture à fresque de l'église, étant plutôt endommagée, expose clairement les deux différentes périodes d'origine de sa conception :
1. On distingue la première étape de la peinture, du XIe siècle, qui remonte a l'époque de la construction de l'édifice. On retrouve des fresques partiellement conservées dans l'abside de l'autel (Theotokos Nikopoia), dans la nef (Theotokos Oranta), dans le dôme (le Christ pantocrator et les prophètes de l'Ancien Testament), aussi dans la coupole, les absides et la petite chapelle[2].  D'ailleurs, les nombreux portraits de la Vierge Éléousa et son iconographie en ensemble relate bien de l'époque et du goût des Comnènes.
2. On remarque la seconde phase, datant du XIIe siècle, où seule la représentation de Saint-Onuphre est préservée[2], sur un mur du porche sud.

D'autres parties de la peinture à fresque ont été réalisées au courant des derniers siècles. Par ailleurs, l'église a conservé des fragments originaux de la mosaïque décorative du sol et de l'iconostase en marbre.